# Herly (Pas-de-Calais)
Pour les articles homonymes, voir Herly.
Herly est une commune française située dans le département du Pas-de-Calais en région Hauts-de-France. Ses habitants sont appelés les Herlysiens.
La commune fait partie de la communauté de communes du Haut Pays du Montreuillois qui regroupe 49 communes et compte 15 703 habitants en 2021.

## Géographie

### Localisation
Localisée dans l'ouest du département du Pas-de-Calais, Herly est une commune située, à vol d'oiseau, à 11 km au nord-ouest de la commune de Fruges et à 18 km au nord-est de la commune de Montreuil-sur-Mer (chef-lieu d'arrondissement).
Le territoire de la commune est limitrophe de ceux de dix communes.
Les communes limitrophes sont Ergny, Rimboval, Maninghem, Quilen, Rumilly, Saint-Michel-sous-Bois, Verchocq, Aix-en-Ergny, Avesnes et Créquy.

### Géologie et relief
La superficie de la commune est de 16,3 km2 ; son altitude varie de 110  à   199 m.

### Hydrographie

#### Réseau hydrographique
La commune est située dans le bassin Artois-Picardie. Elle est drainée par le Bout des Rues,,.

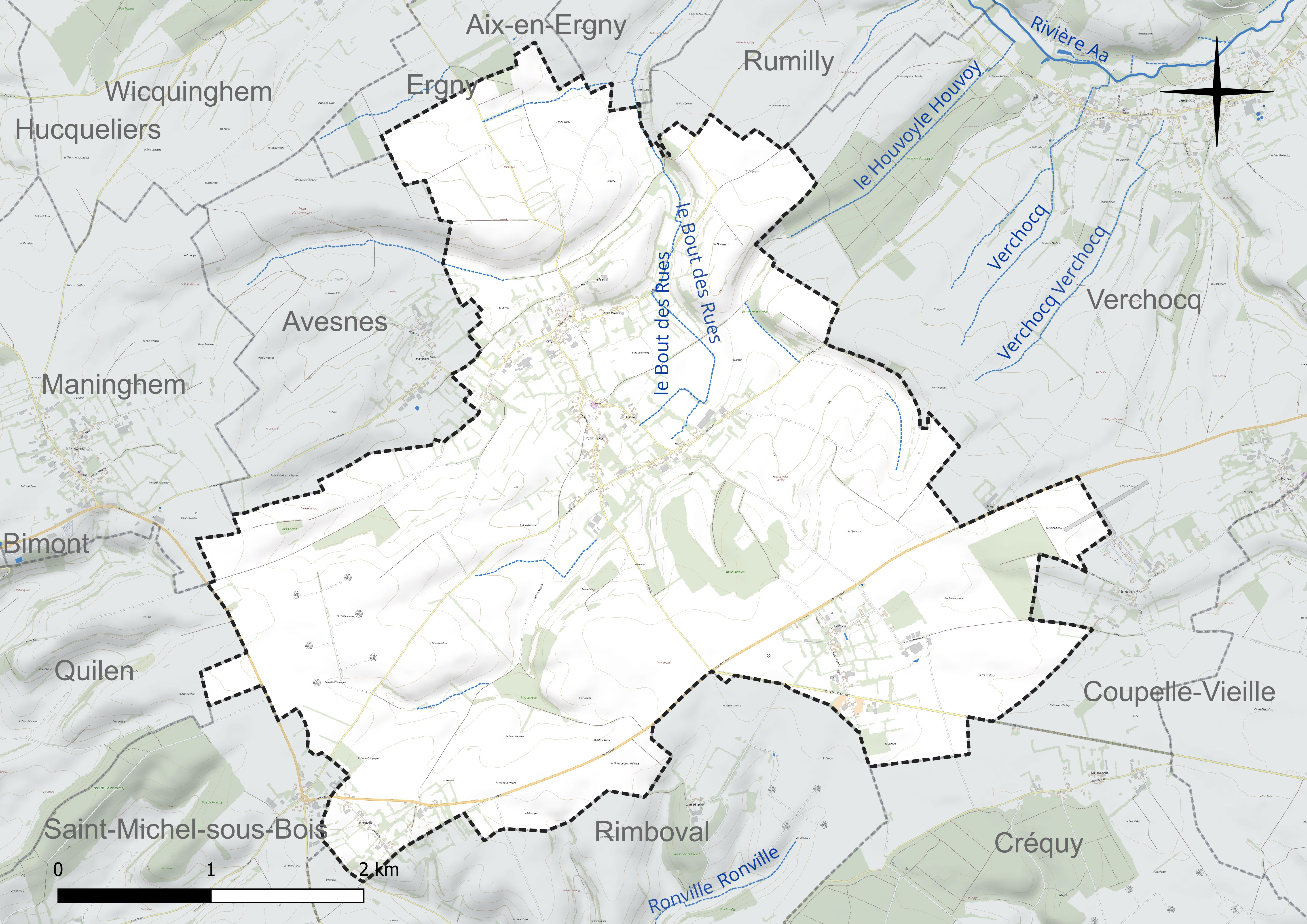
Réseau hydrographique d'Herly.

#### Gestion et qualité des eaux
Le territoire communal est couvert par le schéma d'aménagement et de gestion des eaux (SAGE) « Audomarois ». Ce document de planification concerne un territoire de 662 km2 de superficie, délimité par le bassin versant de l'Aa et sa zone d'étalement : le marais audomarois. Le périmètre a été arrêté le 4 février 1994 et le SAGE proprement dit a été approuvé le 31 mars 2005, puis révisé le 15 janvier 2013, puis le 21 novembre 2021. La structure porteuse de l'élaboration et de la mise en œuvre est le syndicat mixte pour l'aménagement et la gestion des eaux de l'Aa (SmageAa).
La qualité des cours d'eau peut être consultée sur un site dédié géré par les agences de l'eau et l'Agence française pour la biodiversité.

### Climat
Pour des articles plus généraux, voir Climat des Hauts-de-France et Climat du Pas-de-Calais.
En 2010, le climat de la commune est de type climat océanique franc, selon une étude du CNRS s'appuyant sur une série de données couvrant la période 1971-2000. En 2020, Météo-France publie une typologie des climats de la France métropolitaine dans laquelle la commune est exposée à un climat océanique et est dans la région climatique Côtes de la Manche orientale, caractérisée par un faible ensoleillement (1 550 h/an) ; forte humidité de l'air (plus de 20 h/jour avec humidité relative > 80 % en hiver), vents forts fréquents.
Pour la période 1971-2000, la température annuelle moyenne est de 10,1 °C, avec une amplitude thermique annuelle de 13,6 °C. Le cumul annuel moyen de précipitations est de 979 mm, avec 13,6 jours de précipitations en janvier et 8,7 jours en juillet. Pour la période 1991-2020, la température moyenne annuelle observée sur la station météorologique la plus proche, située sur la commune de Radinghem à 9 km à vol d'oiseau, est de 10,5 °C et le cumul annuel moyen de précipitations est de 1 038,1 mm,. Pour l'avenir, les paramètres climatiques de la commune estimés pour 2050 selon différents scénarios d'émission de gaz à effet de serre sont consultables sur un site dédié publié par Météo-France en novembre 2022.

### Paysages
Pour un article plus général, voir Paysage en France.
La commune est située à la jonction de deux paysages tels qu'ils sont définis dans l'atlas des paysages de la région Nord-Pas-de-Calais, conçu par la direction régionale de l'Environnement, de l'Aménagement et du Logement (DREAL), : 
- le « paysage montreuillois » , qui concerne 98 communes, se délimite : à l'Ouest par des falaises qui, avec le recul de la mer, ont donné naissance aux bas-champs ourlées de dunes ; au Nord par la boutonnière du Boulonnais ; au sud par le vaste plateau formé par la vallée de l'Authie, et à l'Est par les paysages du Ternois et de Haut-Artois. Ce paysage régional, avec, dans son axe central, la vallée de la Canche et ses nombreux affluents comme la Course, la Créquoise, la Planquette…, offre une alternance de vallées et de plateaux, appelée « ondulations montreuilloises ». Dans ce paysage, et plus particulièrement sur les plateaux, on cultive la betterave sucrière, le blé et le maïs, et les plateaux entre la Ternoise et la Créquoise sont couverts de vastes massifs forestiers comme la forêt d'Hesdin, les bois de Fressin, Sains-lès-Fressin, Créquy…[13].

- les « paysages des hauts plateaux artésiens », qui concernent 77 communes du Pas-de-Calais, se situent à l'extrémité ouest des collines de l'Artois qui traversent le Pas-de-Calais d'Arras au Boulonnais. L'alltitude de ces paysages dépassent les 180 mètres. Ces dimensions sont modestes, d'une quinzaine de kilomètres du sud-est au nord-ouest et d'une vingtaine de kilomètres dans sa dimension la plus grande[14].

Ces « paysages des hauts plateaux artésiens », appelés aussi « Haut Artois », se caractérisent par trois ensembles écopaysagers :
- - l'ensemble mésophile ouvert du plateau artésien calcaire ;
  - l'ensemble alluvial des fonds de vallée de la Lys et de l'Aa ;
  - l'ensemble calcicole des versants calcaires des vallées[14].

Le « Haut Artois » dispose d'une importante densité de corridors biologiques bien interconnectés.
Dans le « Haut Artois », pas de villes, c'est une des rares terres rurales de la région, les communes les plus importantes sont, du nord au sud, Lumbres, Fauquembergues et Fruges. Le « Haut Artois », drainé par l'Aa et la Lys, constitue le sommet de l'anticlinal artésien, paysage ventée, froid et aux précipitations importantes qui en font le château d'eau régional.
Leș cultures représentent environ 60 % des sols, les prairies entre 26 et 27 %, les bois de 5 à 8 % et les villages et bourgs de 5 à 8 %, l'industrie y est peu présente.

### Milieux naturels et biodiversité

#### Zones naturelles d'intérêt écologique, faunistique et floristique
L'inventaire des zones naturelles d'intérêt écologique, faunistique et floristique (ZNIEFF) a pour objectif de réaliser une couverture des zones les plus intéressantes sur le plan écologique, essentiellement dans la perspective d'améliorer la connaissance du patrimoine naturel national et de fournir aux différents décideurs un outil d'aide à la prise en compte de l'environnement dans l'aménagement du territoire.
Le territoire communal comprend une ZNIEFF de type 1 : le bois de Créquy. D'une superficie de 2 017 ha et d'une altitude variant de 54  à   182 m, c'est un des plus vastes massifs boisés des hautes terres artésiennes.
et deux ZNIEFF de type 2 :
- les vallées de la Créquoise et de la Planquette, d'une superficie de 15 157 ha et d'une altitude variant de 13  à   181 m. Ces deux vallées se situent aux confins de deux régions naturelles : le Haut Pays d'Artois et le Ternois et constituent un des paysages ruraux traditionnels du Nord-Pas-de-Calais les mieux conservés[16] ;
- la haute vallée de l'Aa et ses versants en amont de Remilly-Wirquin. La haute vallée de l'Aa se rattache à l'entité paysagère des hauts plateaux artésiens, elle intègre la source de ce fleuve côtier situé à Bourthes et les premiers kilomètres de ce cours d'eau qui trace un sillon profond dans les collines de l'Artois[17].

Carte des ZNIEFF de type 1 et 2 sur la commune
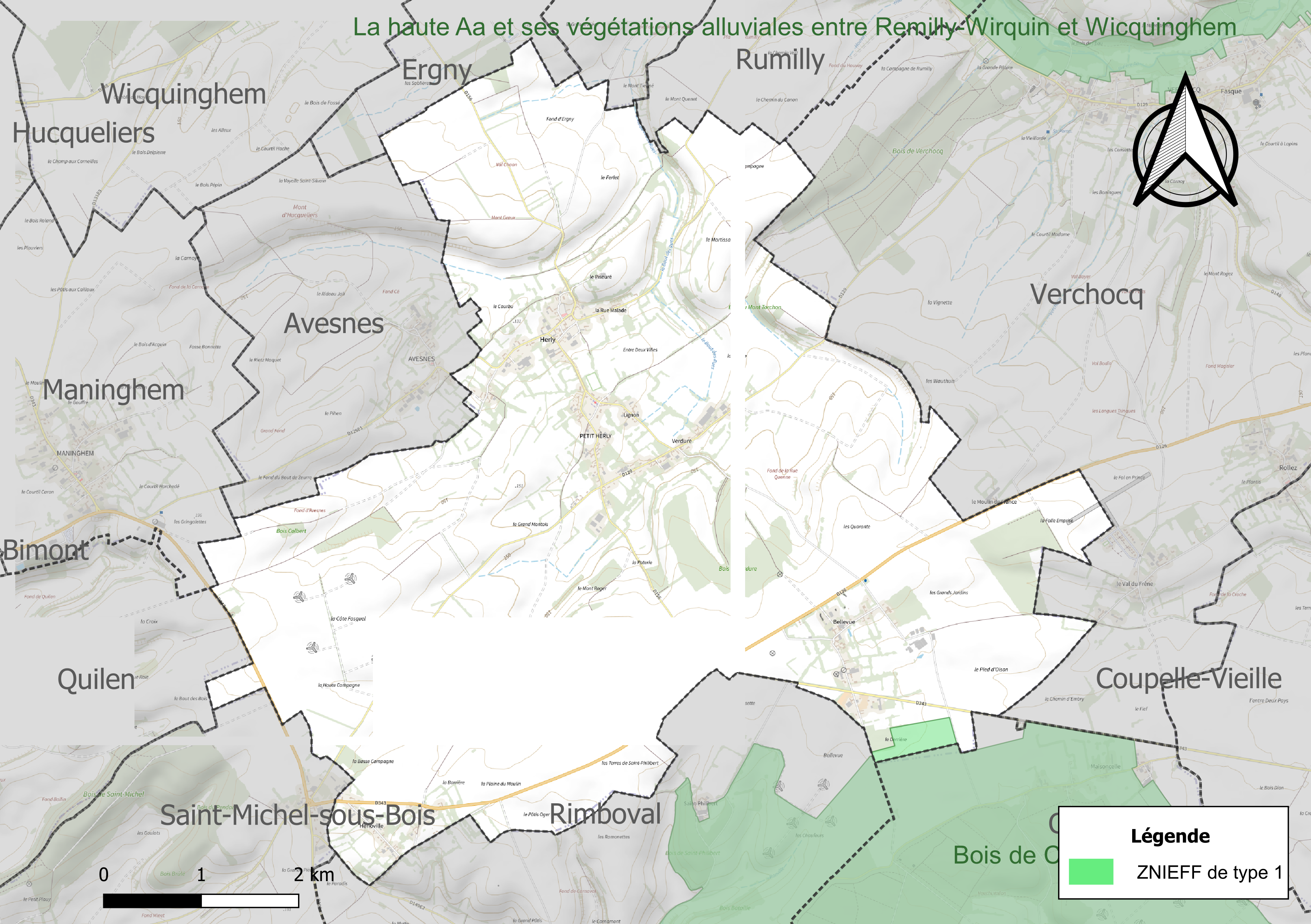
Carte de la ZNIEFF de type 1 sur la commune.
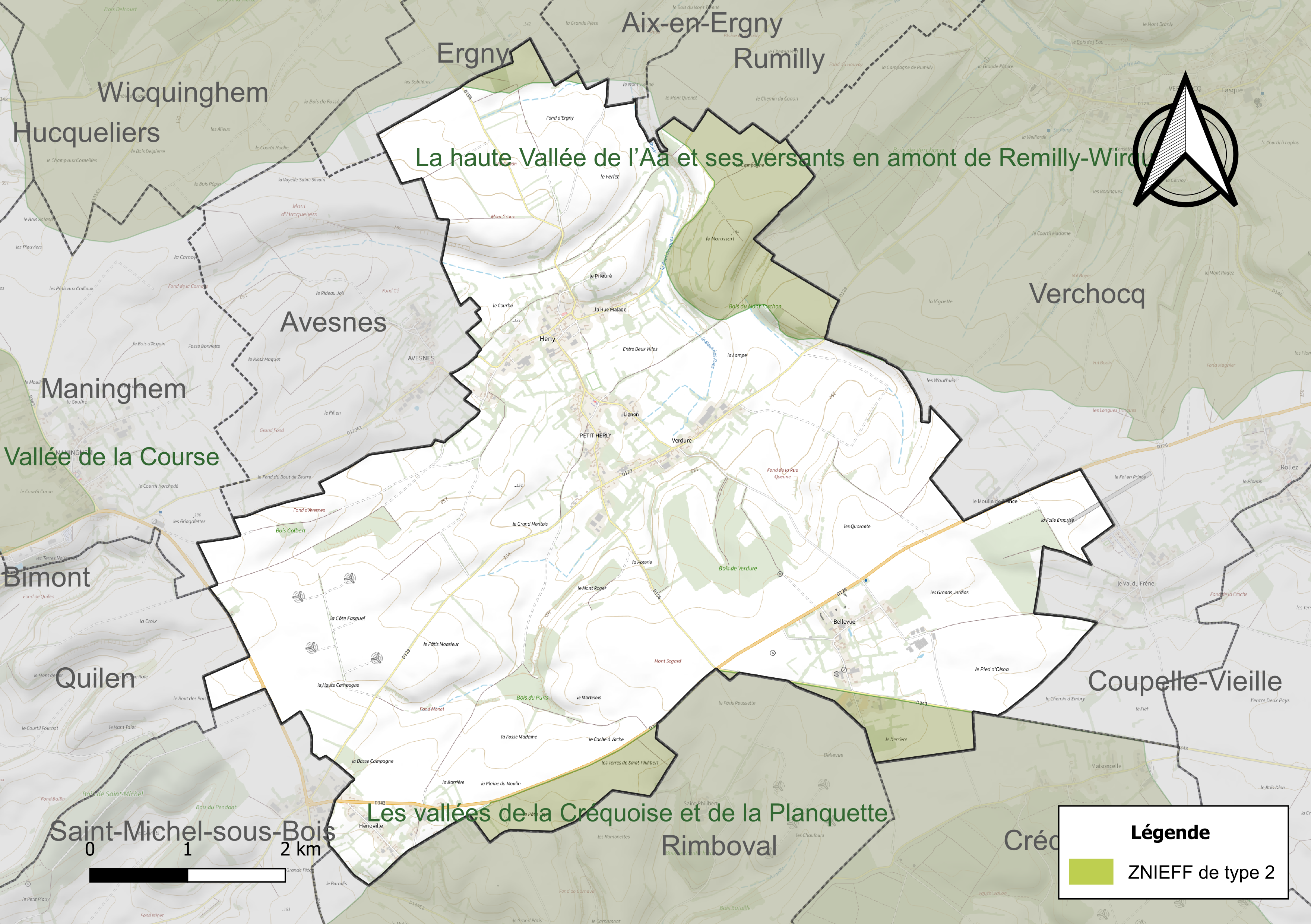
Carte des ZNIEFF de type 2 sur la commune.

#### Espèces faunistiques et floristiques
L'Inventaire national du patrimoine naturel (INPN) recense plusieurs espèces faunistiques et floristiques sur le territoire de la commune dont certaines sont protégées et d'autres menacées et quasi-menacées.

## Urbanisme

### Typologie
Au 1er janvier 2024, Herly est catégorisée commune rurale à habitat dispersé, selon la nouvelle grille communale de densité à sept niveaux définie par l'Insee en 2022.
Elle est située hors unité urbaine et hors attraction des villes,.

### Occupation des sols
L'occupation des sols de la commune, telle qu'elle ressort de la base de données européenne d'occupation biophysique des sols Corine Land Cover (CLC), est marquée par l'importance des territoires agricoles (93,9 % en 2018), une proportion identique à celle de 1990 (93,9 %). La répartition détaillée en 2018 est la suivante : 
terres arables (67 %), prairies (26,7 %), zones urbanisées (4,4 %), forêts (1,8 %), zones agricoles hétérogènes (0,2 %). L'évolution de l'occupation des sols de la commune et de ses infrastructures peut être observée sur les différentes représentations cartographiques du territoire : la carte de Cassini (XVIIIe siècle), la carte d'état-major (1820-1866) et les cartes ou photos aériennes de l'IGN pour la période actuelle (1950 à aujourd'hui).

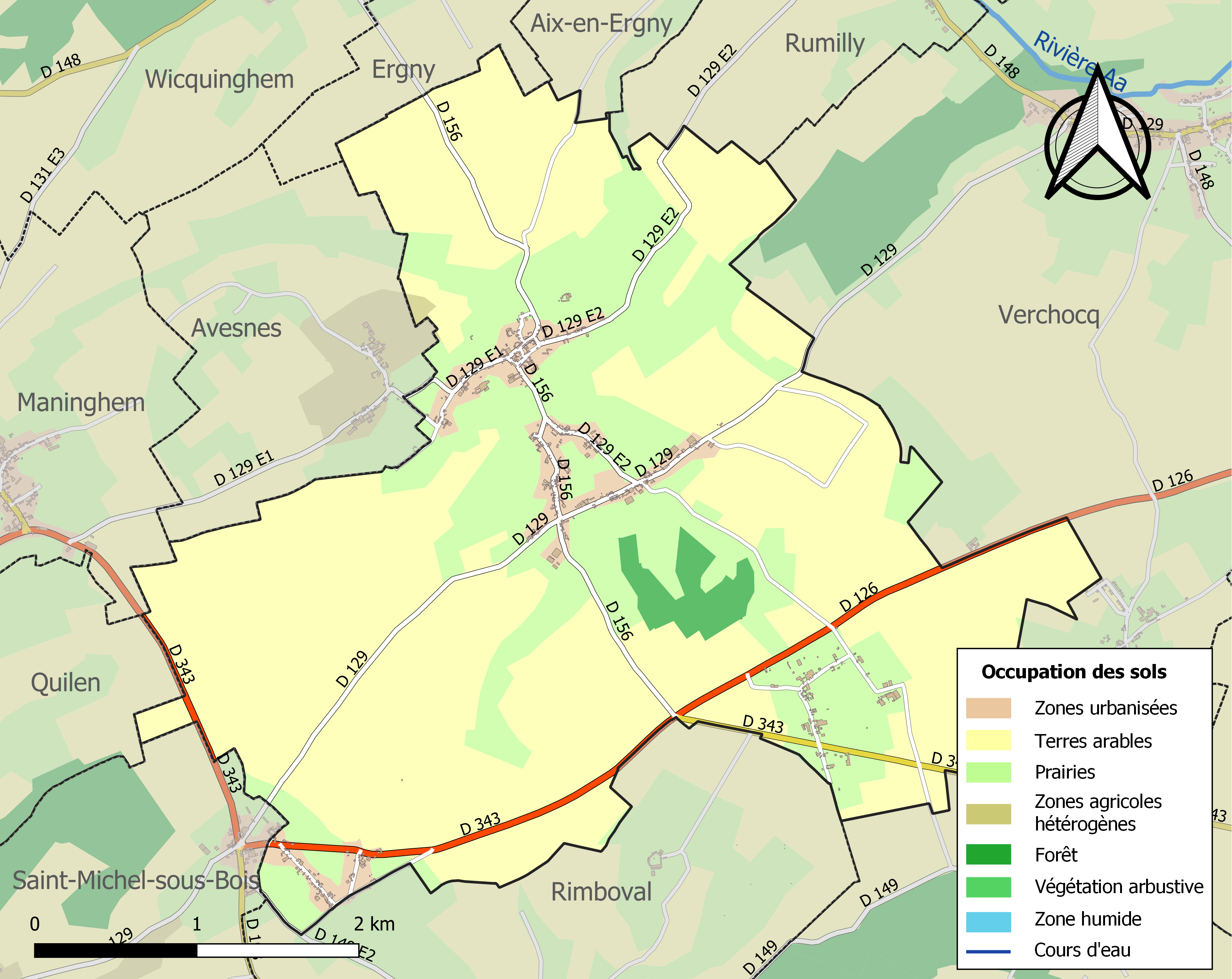
Carte des infrastructures et de l'occupation des sols de la commune en 2018 (CLC).

## Toponymie
Le nom de la localité est attesté sous les formes Herlecham (fin Xe siècle), Asli (1122), Herli (1162-1166), Herliacum (1171), Herlies (1184), Herleium et Alli (XIIe siècle), Hellis (1233), Helly (1254), Hasli (1284), Hierli (1293), Arly (XIVe siècle), Herly (1431), Harly (1476), Helly (v. 1512).
Vient du nom d'homme germanique Herilo suivi du suffixe -iacum « domaine (de) ».

## Politique et administration

### Découpage territorial
La commune se trouve dans l'arrondissement de Montreuil du département du Pas-de-Calais.

#### Commune et intercommunalités
La commune est membre de la communauté de communes du Haut Pays du Montreuillois.

#### Circonscriptions administratives
La commune est rattachée au canton de Lumbres.

#### Circonscriptions électorales
Pour l'élection des députés, la commune fait partie de la quatrième circonscription du Pas-de-Calais.

### Élections municipales et communautaires

#### Liste des maires
| Période                                  | Période  | Identité      | Étiquette | Qualité                                     |
| ---------------------------------------- | -------- | ------------- | --------- | ------------------------------------------- |
| Les données manquantes sont à compléter. |          |               |           |                                             |
| avant 1995                               | ?        | Jean Lebel    | DVD       |                                             |
| 1995                                     | 2014     | Pierre Lecerf |           | Agriculteur retraité                        |
| 2014,                                    | En cours | Alain Perron  |           | Agriculteur Réélu pour le mandat 2020-2026, |

## Population et société

### Démographie
Les habitants sont appelés les Herlysiens.

#### Évolution démographique
L'évolution du nombre d'habitants est connue à travers les recensements de la population effectués dans la commune depuis 1793. Pour les communes de moins de 10 000 habitants, une enquête de recensement portant sur toute la population est réalisée tous les cinq ans, les populations de référence des années intermédiaires étant quant à elles estimées par interpolation ou extrapolation. Pour la commune, le premier recensement exhaustif entrant dans le cadre du nouveau dispositif a été réalisé en 2008.

En 2022, la commune comptait 319 habitants, en évolution de −0,62 % par rapport à 2016 (Pas-de-Calais : −0,72 %, France hors Mayotte : +2,11 %).
| 1793 | 1800 | 1806 | 1821 | 1831 | 1836 | 1841 | 1846 | 1851 |
| ---- | ---- | ---- | ---- | ---- | ---- | ---- | ---- | ---- |
| 835  | 877  | 860  | 821  | 803  | 840  | 822  | 767  | 779  |

| 1856 | 1861 | 1866 | 1872 | 1876 | 1881 | 1886 | 1891 | 1896 |
| ---- | ---- | ---- | ---- | ---- | ---- | ---- | ---- | ---- |
| 771  | 793  | 816  | 794  | 800  | 658  | 642  | 646  | 615  |

| 1901 | 1906 | 1911 | 1921 | 1926 | 1931 | 1936 | 1946 | 1954 |
| ---- | ---- | ---- | ---- | ---- | ---- | ---- | ---- | ---- |
| 628  | 646  | 604  | 548  | 524  | 509  | 495  | 501  | 480  |

| 1962 | 1968 | 1975 | 1982 | 1990 | 1999 | 2006 | 2008 | 2013 |
| ---- | ---- | ---- | ---- | ---- | ---- | ---- | ---- | ---- |
| 425  | 407  | 404  | 413  | 326  | 323  | 324  | 324  | 340  |

| 2018 | 2022 | - | - | - | - | - | - | - |
| ---- | ---- | - | - | - | - | - | - | - |
| 305  | 319  | - | - | - | - | - | - | - |

#### Pyramide des âges
La population de la commune est relativement jeune.
En 2018, le taux de personnes d'un âge inférieur à 30 ans s'élève à 34,4 %, soit en dessous de la moyenne départementale (36,7 %). À l'inverse, le taux de personnes d'âge supérieur à 60 ans est de 31,8 % la même année, alors qu'il est de 24,9 % au niveau départemental.
En 2018, la commune comptait 157 hommes pour 148 femmes, soit un taux de 51,48 % d'hommes, largement supérieur au taux départemental (48,50 %).
Les pyramides des âges de la commune et du département s'établissent comme suit.
| Hommes | Classe d’âge | Femmes |
| ------ | ------------ | ------ |
| 1,9    | 90 ou +      | 3,4    |
| 6,4    | 75-89 ans    | 16,2   |
| 17,8   | 60-74 ans    | 18,2   |
| 19,7   | 45-59 ans    | 11,5   |
| 16,6   | 30-44 ans    | 19,6   |
| 17,8   | 15-29 ans    | 15,5   |
| 19,7   | 0-14 ans     | 15,5   |

| Hommes | Classe d’âge | Femmes |
| ------ | ------------ | ------ |
| 0,5    | 90 ou +      | 1,6    |
| 5,6    | 75-89 ans    | 8,9    |
| 16,7   | 60-74 ans    | 18,1   |
| 20,2   | 45-59 ans    | 19,2   |
| 18,9   | 30-44 ans    | 18,1   |
| 18,2   | 15-29 ans    | 16,2   |
| 19,9   | 0-14 ans     | 17,9   |

### Sports et loisirs
Depuis le mois de février 2023, le complexe sportif « Haut-Pays du Montreuillois », terrain de football synthétique, équipé de nouveaux vestiaires, est mis en service.

## Économie

### Entreprises et commerces

#### Agriculture
La commune est dans le « Haut-pays d'Artois », une petite région agricole dans le département du Pas-de-Calais. En 2020, l'orientation technico-économique de l'agriculture  sur la commune est la polyculture et/ou le polyélevage.
|               | 1988  | 2000  | 2010  | 2020  |
| ------------- | ----- | ----- | ----- | ----- |
| Exploitations | 51    | 28    | 20    | 15    |
| SAU (ha)      | 1 494 | 1 406 | 1 192 | 1 058 |

Le nombre d'exploitations agricoles en activité et ayant leur siège dans la commune est passé de 51 lors du recensement agricole de 1988  à 28 en 2000 puis à 20 en 2010 et enfin à 15 en 2020, soit une baisse de 71 % en 32 ans. Le même mouvement est observé à l'échelle du département qui a perdu pendant cette période 65 % de ses exploitations (passant de 16 556 à 5 736),. La surface agricole utilisée sur la commune a également diminué, passant de 1 494 ha en 1988 à 1 058 ha en 2020. Parallèlement la surface agricole utilisée moyenne par exploitation a augmenté, passant de 29 à 71 ha,.

## Culture locale et patrimoine

### Lieux et monuments

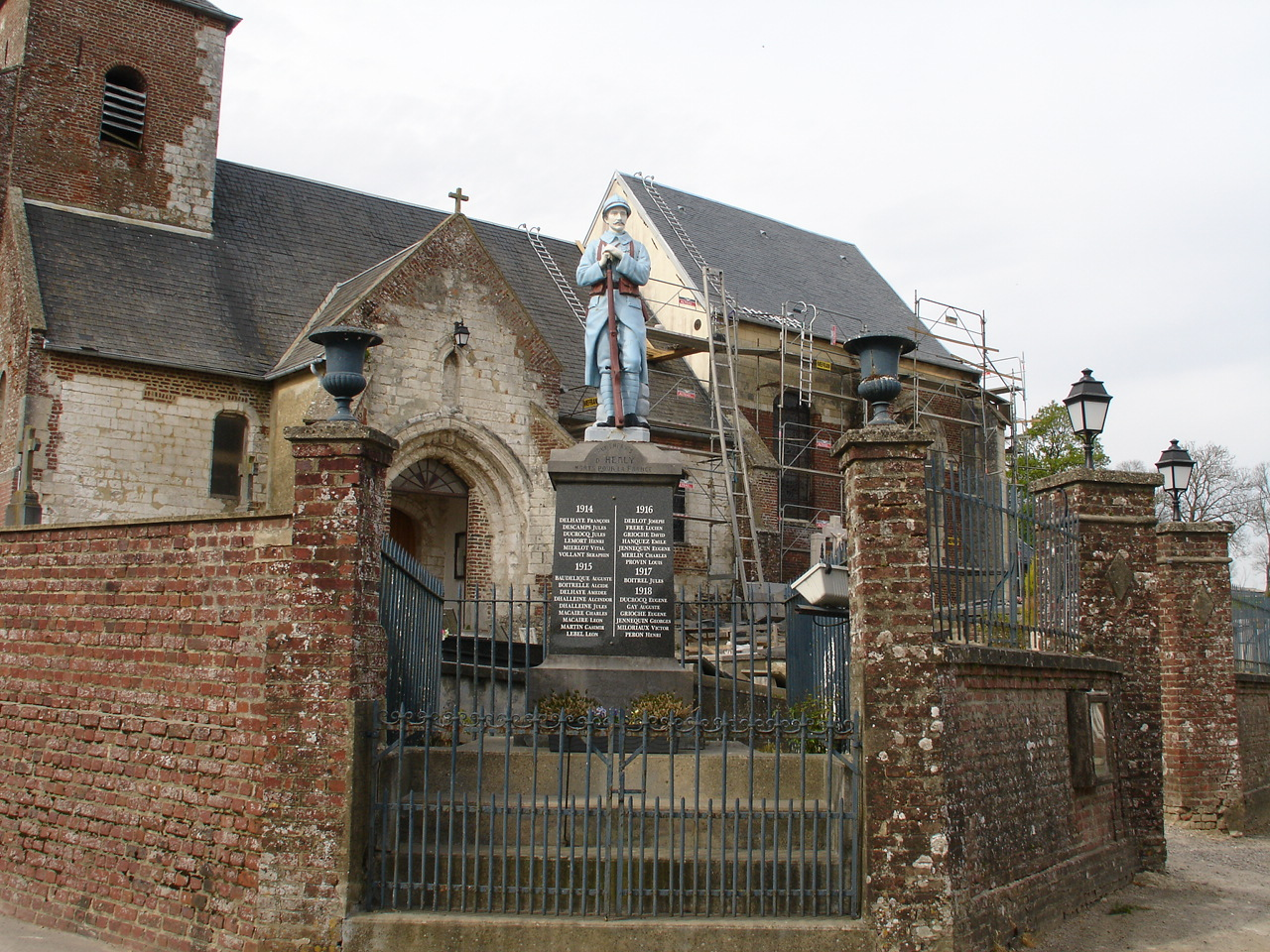
Le monument aux morts devant l'église.

- L'église Saint-Pierre.
- Le monument aux morts[46].

### Héraldique
| Blason de Herly | Blason  | De gueules à la bande engrêlée d'or accompagnée en chef d'un lion d'argent et en pointe d'une roue du même. |
| Blason de Herly | Détails | Reprend les armes (parlantes) de la famille Le Carlier (Car : char, roue), seigneurs de la commune au XVIIe siècle, et qui portaient une roue (ou deux) et un lion, en parti. À ces armes ont été ajoutées celles des De Herly, sans doute premiers seigneurs du village, qui portaient « de gueules à la bande engrêlée d'or ». Le statut officiel du blason reste à déterminer. |

## Pour approfondir

#### Bases de données, dictionnaires et encyclopédies
- Ressources relatives à la géographie :   - Insee (communes)
  - Ldh/EHESS/Cassini
- Ressource relative à plusieurs domaines :   - Annuaire du service public français
- Notices d'autorité :   - BnF (données)